# Pehuel
Pehuel corresponde a una localidad rural en la comuna de Mariquina, Provincia de Valdivia, Región de Los Ríos, Chile, ubicada en la ribera este del Río Cruces.

## Historia

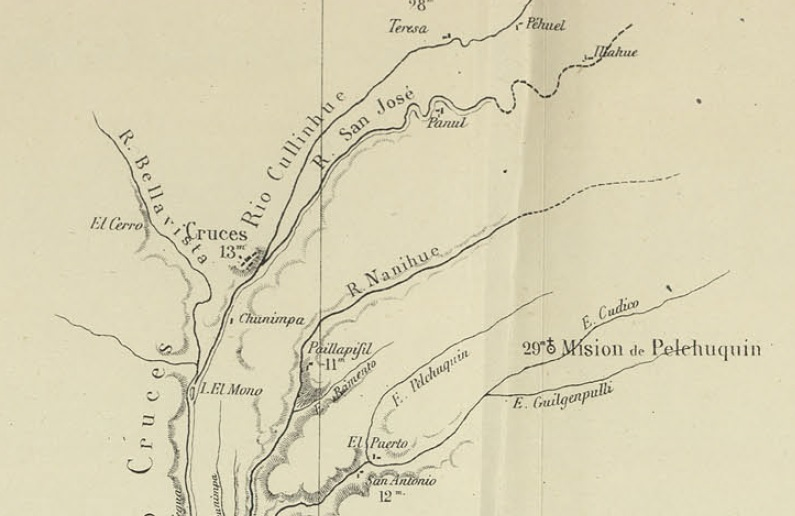
Pehuel en el Mapa de la expedición de Francisco Vidal Gormaz en 1869

La localidad fue visitada por el Ingeniero Francisco Vidal Gormaz en el año 1868 en los trabajos de Exploración del Río Valdivia y sus afluentes encargado por el Gobierno de Chile e incluida en su Mapa.
Y en el año 1899 en el Diccionario Geográfico de Francisco Astaburuaga Cienfuegos es mencionado como caserío.

Pehuel. Caserío pequeño del departamento de Valdivia situado en la margen oriental ó izquierda del riachuelo de Cullinhue, á ocho ó nueve kilómetros hacia el N. del fuerte de Cruces y como tres del paradero de Teresa. Al E. deja próximo á Illahue en el camino que de aquí va á San José de Mariquina. Sus contornos son de hermoso bosque.
 Francisco Astaburuaga

## Accesibilidad y transporte
Pehuel se encuentra a 11,1 km de la ciudad de San José de la Mariquina a través de la Ruta T-282.